# تیرانداز (فیلم ۱۹۷۶)
تیرانداز (به انگلیسی: The Shootist) فیلمی است محصول سال ۱۹۷۶ و به کارگردانی دان سیگل است. در این فیلم بازیگرانی همچون جان وین، لورن باکال، ران هاوارد، جیمز استوارت، ریچارد بون، جان کارادین، اسکتمن کراترز، ریک لنز، هری مورگان، شری نورث و هیو اوبراین ایفای نقش کرده‌اند.